# Allophycocyanine

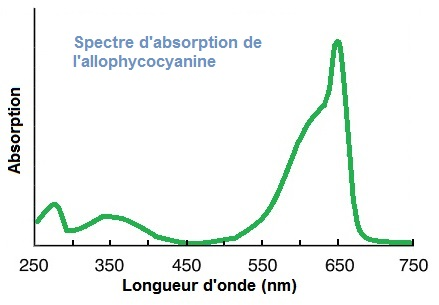
spectre d'absorption de l'allophycocyanine

Pour les articles homonymes, voir APC.
L'allophycocyanine est une famille de pigments bleus des phycobiliprotéines, qui se situent principalement chez les cyanobactéries et les algues rouges (Rhodophyta).
C'est un pigment assimilateur qui absorbe les longueurs d'onde autour de 650 nm.